# Рихард Рештел
Рихард Рештел (1872 — ?) је немачки гимнастичар, који је учествовао на првим Олимпијским играма 1896. у Атини.
Освојио је две златне медаље у екипној конкуренцији са репрезентацијом Немачке, у дисциплинама вратило и разбој. У појединачној конкуренцији учествовао је у дисциплинама вратило, разбој, коњ са хватаљкама и прескок, али у тим дисциплинама није успео да освоји медаљу.